# نیروی محرکه پالس هسته‌ای
نیروی محرکه پالس هسته‌ای (انگلیسی: Nuclear pulse propulsion) یا پیشرانه پالس هسته ای یا پیشرانه پلاسمای پالس خارجی، یک روش فرضی پیشران برای فضاپیماها است که از انفجارهای هسته ای برای رانش استفاده می‌کند. این پروژه با پشتیبانی دارپا (DARPA)، پس از پیشنهاد استانیسلاو اولام در سال ۱۹۴۷، به عنوان پروژه اوریون آغاز شد. طرح‌های جدیدتر با استفاده از همجوشی محصور شده اینرسی، مبنای اکثر طرح‌های بعدی، از جمله پروژه دایدالوس (Project Daedalus) و پروژه لانگ شات (Project Longshot) بوده‌است.

## تاریخچه
لوس آلاموس
برای استفاده بالقوه از این فناوری، محاسبات از اواخر دهه ۱۹۴۰ تا اواسط دهه ۱۹۵۰ در آزمایشگاه ملی لوس آلاموس انجام شد.
پروژه اوریون
پروژه اوریون (Orion) اولین تلاش جدی برای طراحی یک موشک پالس هسته ای بود. طرحی در جنرال اتمیکس در اواخر دهه ۱۹۵۰ و اوایل دهه ۱۹۶۰ شکل گرفت، با ایده واکنش دادن به مواد منفجره هسته‌ای کوچک جهت‌دار با استفاده از گونه‌ای از طرح بمب دو مرحله‌ای Teller-Ulam در برابر یک صفحه فشار دهنده فولادی بزرگ متصل به فضاپیما با کمک فنرها.
مواد منفجره کارآمد جهت دار، انتقال تکانه را به حداکثر رساند و منجر به تکانه‌های خاصی در محدوده ۶۰۰۰ ثانیه یا حدود سیزده برابر بیشتر از موتور اصلی شاتل فضایی شد. با اصلاحات بعدی، ممکن است حداکثر مقدار تئوری یعنی ۱۰۰۰۰۰ ثانیه (1MN·s/kg) امکان‌پذیر باشد. نیروی رانش آن‌ها میلیون‌ها تن بود و اجازه ساخت به فضاپیماهای بزرگتر از 8X106 تن با مواد در اختیار در سال ۱۹۵۸ را می‌داد.
قرار بود طرح مرجع با استفاده از فولاد و شبیه به ساختار زیردریایی با بیش از ۲۰۰ خدمه و وزن برخاست چند هزار تن ساخته شود. این طرح مرجع تک مرحله ای قرار بود از سطح زمین به مریخ برسد و در عرض چهار هفته بازگردد (در مقایسه با ۱۲ ماه مأموریت فعلی ناسا با انرژی شیمیایی).
همین سفینه می‌تواند در یک مأموریت هفت‌ماهه از قمرهای زحل بازدید کند (در مقایسه با مأموریت‌های با شیمیایی در حدود ۹ سال). اما مشکلات مهندسی قابل توجهی رخ داد که مربوط به محافظ خدمه و طول عمر صفحه فشار بود.
گرچه به نظر می‌رسید که این سیستم کارآمد باشد، اما این پروژه در سال ۱۹۶۵ تعطیل شد، بیشتر به این دلیل که معاهده منع آزمایش جزئی، آن را غیرقانونی می‌کرد. در واقع، قبل از این معاهده، ایالات متحده و اتحاد جماهیر شوروی به‌طور جداگانه تعداد ترکیبی از حداقل ۹ بمب هسته‌ای، از جمله بمب هسته‌ای گرما را در فضا، یعنی در ارتفاعات بیش از ۱۰۰ کیلومتر منفجر کرده بودند.
مسائل اخلاقی پرتاب چنین وسیله نقلیه ای را در مغناطیس کره زمین پیچیده کرد: محاسبات با استفاده از مدل خطی بدون آستانه آسیب تشعشع نشان داد که ریزش هر برخاست باعث مرگ تقریباً ۱ تا ۱۰ نفر می‌شود. در یک مدل، چنین سطوح بسیار پایین تشعشعات هیچ اثر سوء مرتبطی نخواهد داشت، در حالی که در مدل‌های هورمسیس، چنین دوزهای بسیار ناچیز، به طرز چشمگیری مؤثر خواهد بود.
یکی از مأموریت‌های مفید این پروژه، منحرف کردن یک سیارک یا دنباله‌دار در مسیر برخورد با زمین است که به‌طور چشمگیری در فیلم تأثیر عمیق (Deep Impact) در سال ۱۹۹۸ به تصویر کشیده شد.
پروژه دایدالوس
پروژه دایدالوس مطالعه‌ای بود که بین سال‌های ۱۹۷۳ و ۱۹۷۸ توسط انجمن بین سیاره‌ای بریتانیا (BIS) برای طراحی یک فضاپیمای بدون خدمه بین‌ستاره‌ای انجام شد که می‌تواند در عرض ۵۰ سال به یک ستاره نزدیک برسد. ده‌ها دانشمند و مهندس به رهبری آلن باند روی این پروژه کار کردند. در آن زمان به نظر می‌رسید که تحقیقات همجوشی پیشرفت‌های زیادی داشته باشد، و به ویژه، همجوشی محصورسازی لخت (ICF) به نظر می‌رسید که قابلیت انطباق بیشتری به عنوان یک موتور موشک داشته باشد.
همجوشی محصورسازی لخت ICF از ساچمه‌های کوچک سوخت همجوشی که به‌طور معمول لیتیوم دوترید (6Li2H) است، با یک ماشه کوچک دوتریوم/تریتیوم در مرکز آن، استفاده می‌کند. ساچمه‌ها به داخل یک محفظه واکنش پرتاب می‌شوند و در آنجا توسط لیزر یا شکل دیگری از انرژی پرتویی، از هر طرف مورد اصابت قرار می‌گیرند. گرمای تولید شده توسط پرتوها به صورت انفجاری، گلوله را تا جایی که همجوشی انجام می‌شود، فشرده می‌کند. نتیجه آن یک پلاسمای داغ و یک «انفجار» بسیار کوچک در مقایسه با حداقل اندازه بمبی است که برای ایجاد مقدار لازم شکافت لازم است.
این فرایند قرار بود برای دایدالوس در یک آهنربای الکتریکی بزرگ که موتور موشک را تشکیل می‌داد، انجام شود. پس از واکنش، که توسط پرتوهای الکترونی آغاز شد، آهنربا گاز داغ را برای استفاده در سامانه رانش به سمت عقب هدایت می‌کند. برای این که این سامانه در مصرف انرژی، ایمن و کارآمد باشد، دایدالوس باید با سوخت هلیوم-۳ جمع‌آوری شده از سیاره مشتری، تغذیه می‌شد.
مدوسا
طرح مدوسا شباهت زیادی با بادبان‌های خورشیدی دارد تا موشک‌های معمولی. جاندیل سولم در دهه ۱۹۹۰ تحقق آن را پیش‌بینی کرد که در مجله انجمن بین سیاره ای بریتانیا (JBIS) منتشر شد.
فضاپیمای مدوسا بادبان بزرگی را جلوتر از خود مستقر می‌کند که به کابل‌های مستقلی متصل می‌شود و سپس مواد منفجره هسته‌ای را به سمت جلو پرتاب می‌کند تا بین خود و بادبانش منفجر شود. بادبان توسط پالس‌های پلاسما و فوتونی شتاب می‌گیرد مانند زمانی که ماهی از ماهیگیر فرار می‌کند، در «قرقره» ماهیگیری برق تولید می‌کند. فضاپیما مقداری از الکتریسیته تولید شده را برای چرخاندن خود به سمت بادبان استفاده می‌کند، و در حین حرکت به آرامی شتاب می‌گیرد.
در طرح ابتدایی، چندین افسار اتصالی به چندین موتور ژنراتور وصل می‌شد. مزیت آن نسبت به افسار تکی این است که فاصله بین انفجار و افسارها را افزایش می‌دهد و در نتیجه آسیب به اتصالات را کاهش می‌دهد.
مدوسا بهتر از طراحی کلاسیک اوروین عمل می‌کند، زیرا بادبان‌های آن بیشتر ضربه انفجاری را مهار ی‌کند، ضربه‌گیر آن بلندتر است و ساختارهای اصلی آن تحت نیروی کششی هستند و بنابراین می‌توانند سبک‌وزن باشند. فضاپیماهای مدوسا می‌توانند یک تکانه ویژه بین ۵۰۰۰۰ تا ۱۰۰۰۰۰ ثانیه (۵۰۰ تا 1000 kN·s/kg) داشته باشند.
مدوسا در فیلم مستند بی‌بی‌سی To Mars By A-Bomb: The Secret History of Project Orion برای عموم مردم شناخته شد. این فیلم کوتاه تصور یک هنرمند را از نحوه کار فضاپیمای مدوسا، با پرتاب بمب به بادبانی که جلوتر از آن است، نشان می‌دهد.